# Podismopsis silvestrii
Podismopsis silvestrii är en insektsart som först beskrevs av Salfi 1935.  Podismopsis silvestrii ingår i släktet Podismopsis och familjen gräshoppor. Inga underarter finns listade i Catalogue of Life.